# Hede
Pour les articles homonymes, voir Hede (homonymie).
Hede est une localité de Suède dans la commune de Härjedalen située dans le comté de Jämtland.
Sa population était de 796 habitants en 2019.